# THE MANZAI (日本漫才比賽)
THE MANZAI是於2011年開始由島田紳助企劃，吉本興業主辦的日本漫才比賽。其決賽會由富士電視台以年末搞笑特别節目的形式進行直播。
THE MANZAI的決賽大會正式標題曾作過一次變化，2011年時大會名稱為「THE MANZAI 2011～年度最强漫才家決定淘汰賽！～」，但於2012年開始把大會名稱改為「日清食品THE MANZAI 20○○（公元年份）〜年度最强漫才家決定淘汰賽！～光荣的決賽大會～」。
這項比賽是作為2010年結束的大型漫才比賽M-1大賽的後繼項目，和以1980年同名電視節目《THE MANZAI》的復活形式舉行的。

## 歷代冠軍
- 2011：PUNK BOOBOO（日语：パンクブーブー） 
- 2012：HAMAKA-N（日语：ハマカーン）
- 2013：Woman Rush Hour（ウーマンラッシュアワー）
- 2014：博多華丸・大吉（日语：博多華丸・大吉）

## 廣播日程
| 回 | 廣播日期                              |
| -- | ------------------------------------- |
| 1  | 2011年12月17日（星期六）19:00 - 23:10 |
| 2  | 2012年12月16日（星期天）17:30 - 19:58 |
| 3  | 2013年12月15日（星期天）19:00 - 21:39 |
| 4  | 2014年12月14日（星期天）17:30 - 19:58 |

## 外部連結
- THE MANZAI官方網站（日語）